# Copa de Naciones de la WAFU 2017
La Copa de Naciones de la WAFU 2017, fue la 5.ª edición de este torneo de fútbol a nivel de selecciones nacionales organizado por la WAFU y que contó con la participación de 16 selecciones nacionales de África Occidental en su fase preliminar, y con 8 en su fase final.

## Participantes
| - Cabo Verde - Gambia - Guinea - Guinea-Bisáu - Malí - Mauritania - Senegal - Sierra Leona | - Benín - Burkina Faso - Ghana - Costa de Marfil - Liberia - Níger - Nigeria - Togo |

## Fase Preliminar

### Zona A
| 9 de septiembre de 2017 | Ghana                | 1–0     | Gambia | Cape Coast Sports Stadium, Cape Coast |                               |
| 15:00                   | Antigah 90+9' (pen.) | Reporte |        | Árbitro(s): Boukari Ouedraogo         | Árbitro(s): Boukari Ouedraogo |

| 10 de septiembre de 2017 | Guinea                        | 2–1     | Guinea-Bisáu | Cape Coast Sports Stadium, Cape Coast |                                   |
| 18:00                    | Keita 32' (pen.) · Camara 40' | Reporte | Correia 15'  | Árbitro(s): Kouassi Fredéric Biro     | Árbitro(s): Kouassi Fredéric Biro |

| 11 de septiembre de 2017 | Mali                     | 3–1     | Mauritania | Cape Coast Sports Stadium, Cape Coast |                          |
| 15:00                    | Konte 30' · Kone 88' 91' | Reporte | Cheikh 36' | Árbitro(s): Daouda Gueye              | Árbitro(s): Daouda Gueye |

| 11 de septiembre de 2017 | Nigeria               | 2-0     | Sierra Leona | Cape Coast Sports Stadium, Cape Coast |                            |
| 18:00                    | Okoro 85' · Peter 87' | Reporte |              | Árbitro(s): Yanissou Bebou            | Árbitro(s): Yanissou Bebou |

### Zona B
| 09 de septiembre de 2017 | Senegal | 0-0 (5-4 p.) | Liberia | Cape Coast Sports Stadium, Cape Coast |                       |
| 18:00                    |         | Reporte      |         | Árbitro(s): Baba Léno                 | Árbitro(s): Baba Léno |

| 10 de septiembre de 2017 | Burkina Faso | 1-2     | Níger                     | Cape Coast Sports Stadium, Cape Coast |                           |
| 15:00                    | Dah 59'      | Reporte | Soumana 34' · Halidou 71' | Árbitro(s): Daniel Laryea             | Árbitro(s): Daniel Laryea |

| 12 de septiembre de 2017 | Costa de Marfil | 0-0     | Togo | Cape Coast Sports Stadium, Cape Coast |                       |
| 15:00                    |                 | Reporte |      | Árbitro(s): Baba Léno                 | Árbitro(s): Baba Léno |

| 12 de septiembre de 2017 | Benín                     | 2-0     | Cabo Verde | Cape Coast Sports Stadium, Cape Coast |                         |
| 18:00                    | Ogoulola 63' · Osseni 90' | Reporte |            | Árbitro(s): Jerry Yekeh               | Árbitro(s): Jerry Yekeh |

## Segunda fase

### Grupo 1
| Pos. | Equipo    | Pts. | PJ | G | E | P | GF | GC | Dif. | Clasificación             |
| ---- | --------- | ---- | -- | - | - | - | -- | -- | ---- | ------------------------- |
| 1    | Ghana (H) | 6    | 3  | 2 | 0 | 1 | 3  | 2  | +1   | clasificado a Semifinales |
| 2    | Nigeria   | 5    | 3  | 1 | 2 | 0 | 2  | 0  | +2   | clasificado a Semifinales |
| 3    | Malí      | 2    | 3  | 0 | 2 | 1 | 1  | 2  | −1   |                           |
| 4    | Guinea    | 2    | 3  | 0 | 2 | 1 | 1  | 3  | −2   |                           |

 Fuente: WAFU
| 14 de septiembre de 2017 | Mali | 0-0     | Níger | Cape Coast Sports Stadium, Cape Coast |                                   |
| 15:00                    |      | Reporte |       | Árbitro(s): Kouassi Fredéric Biro     | Árbitro(s): Kouassi Fredéric Biro |

| 14 de septiembre de 2017 | Ghana                      | 2-0     | Guinea | Cape Coast Sports Stadium, Cape Coast |                            |
| 18:00                    | Sa. Sarfo 48' · Kizito 77' | Reporte |        | Árbitro(s): Yanissou Bebou            | Árbitro(s): Yanissou Bebou |

| 16 de septiembre de 2017 | Guinea | 0-0     | Nigeria | Cape Coast Sports Stadium, Cape Coast |                          |
| 15:00                    |        | Reporte |         | Árbitro(s): Daouda Gueye              | Árbitro(s): Daouda Gueye |

| 16 de septiembre de 2017 | Ghana        | 1-0     | Mali | Cape Coast Sports Stadium, Cape Coast |                         |
| 18:00                    | Cobbinah 73' | Reporte |      | Árbitro(s): Jerry Yekeh               | Árbitro(s): Jerry Yekeh |

| 18 de septiembre de 2017 | Guinea    | 1-1     | Mali              | Nduom Sports Stadium, Elmina  |                               |
| 18:00                    | Camara 7' | Reporte | Camara 78' (a.g.) | Árbitro(s): Boukari Ouedraogo | Árbitro(s): Boukari Ouedraogo |

| 18 de septiembre de 2017 | Ghana | 0-2     | Nigeria                | Cape Coast Sports Stadium, Cape Coast |                                   |
| 18:00                    |       | Reporte | Okpotu 52' · Peter 55' | Árbitro(s): Kouassi Fredéric Biro     | Árbitro(s): Kouassi Fredéric Biro |

### Grupo 2
| Pos. | Equipo          | Pts. | PJ | G | E | P | GF | GC | Dif. | Clasificación             |
| ---- | --------------- | ---- | -- | - | - | - | -- | -- | ---- | ------------------------- |
| 1    | Benín           | 6    | 3  | 2 | 0 | 1 | 3  | 5  | −2   | clasificado a Semifinales |
| 2    | Senegal         | 4    | 3  | 1 | 1 | 1 | 5  | 2  | +3   | clasificado a Semifinales |
| 3    | Níger           | 4    | 3  | 1 | 1 | 1 | 3  | 3  | 0    |                           |
| 4    | Costa de Marfil | 2    | 3  | 0 | 2 | 1 | 0  | 1  | −1   |                           |

 Fuente: WAFU
| 15 de septiembre de 2017 | Senegal   | 1-2     | Níger                   | Cape Coast Sports Stadium, Cape Coast |                               |
| 15:00 GMT                | Mbodj 61' | Reporte | Adje 29' · Issoufou 88' | Árbitro(s): Boukari Ouedraogo         | Árbitro(s): Boukari Ouedraogo |

| 15 de septiembre de 2017 | Costa de Marfil | 0-1     | Benín     | Cape Coast Sports Stadium, Cape Coast |                           |
| 18:00 GMT                |                 | Reporte | Gomez 40' | Árbitro(s): Daniel Laryea             | Árbitro(s): Daniel Laryea |

| 17 de septiembre de 2017 | Níger | 0-0     | Costa de Marfil | Cape Coast Sports Stadium, Cape Coast |                       |
| 15:00                    |       | Reporte |                 | Árbitro(s): Baba Léno                 | Árbitro(s): Baba Léno |

| 17 de septiembre de 2017 | Senegal                                               | 4-0     | Benín | Cape Coast Sports Stadium, Cape Coast |                             |
| 18:00                    | Djitte 29' · Kane 39' · Diene 60' (pen.) · Ndiaye 85' | Reporte |       | Árbitro(s): Cecil Fleischer           | Árbitro(s): Cecil Fleischer |

| 19 de septiembre de 2017 | Níger    | 1-2     | Benín                       | Nduom Sports Stadium, Elmina |                           |
| 18:00                    | Adje 04' | Reporte | Fassinou 37' · Elegbede 87' | Árbitro(s): Daniel Laryea    | Árbitro(s): Daniel Laryea |

| 19 de septiembre de 2017 | Senegal | 0-0     | Costa de Marfil | Cape Coast Sports Stadium, Cape Coast |                             |
| 18:00                    |         | Reporte |                 | Árbitro(s): Cecil Fleischer           | Árbitro(s): Cecil Fleischer |

## Fase Final

### Semifinales
| 21 de septiembre de 2017 | Benín | 0-1     | Nigeria | Cape Coast Sports Stadium, Cape Coast |                       |
| 15:00                    |       | Reporte | Ali 10' | Árbitro(s): Baba Léno                 | Árbitro(s): Baba Léno |

| 21 de septiembre de 2017 | Ghana                      | 2-0     | Níger | Cape Coast Sports Stadium, Cape Coast |                            |
| 18:00                    | Kizito 31' · St. Sarfo 79' | Reporte |       | Árbitro(s): Yanissou Bebou            | Árbitro(s): Yanissou Bebou |

### Disputa de tercer lugar
| 24 de septiembre de 2017 | Níger                  | 2-1     | Benín     | Cape Coast Sports Stadium, Cape Coast |                               |
| 14:00                    | Halidou 29' · Adje 85' | Reporte | Yarou 90' | Árbitro(s): Boukari Ouedraogo         | Árbitro(s): Boukari Ouedraogo |

### Final
| 24 de septiembre de 2017 | Ghana                                                        | 4-1     | Nigeria   | Cape Coast Sports Stadium, Cape Coast |                          |
| 18:00                    | St. Sarfo 44' 78' (pen.) · Antigah 60' (pen.) · Cobbinah 93' | Reporte | Ali 90+5' | Árbitro(s): Daouda Gueye              | Árbitro(s): Daouda Gueye |

## Campeón
| Copa de Naciones de la WAFU 2017 |
| -------------------------------- |
| Bandera de Ghana                 |
| Ghana 2º Título                  |

## Goleadores
3 goles
| - Stephen Sarfo | - Adebayor Zakari Adje |

2 goles
| - Vincent Antigah - Winnful Cobbinah - Kwame Kizito | - Abdoulaye Camara - Moussa Kone - Idrissa Halidou | - Rabiu Ali - Moses Peter |

1 gol
| - Jules Elegbede - Rodrigue Fassinou - Charbel Gomez - Ibrahim Ogoulola - Agnide Osseni - Nabil Yarou - Hassamy Sansan Dah | - Samuel Sarfo - Sekou Keita - Gilson Correia - Mandala Konte - Samba Cheikh - Hinsa Issoufou - Boubacar Hainikoye Soumana | - Anthony Okpotu - Moses Okoro - Ablaye Diene - Moussa Djitte - Mohammed Kane - Assane Mbodj - Amadu Dia Ndiaye |

## Premio
El premio fue entregado en forma de dólares estadounidenses:
| Posición                         | Precio del premio (dólares estadounidenses) |
| -------------------------------- | ------------------------------------------- |
| Campeón                          | 100,000                                     |
| Subcampeón                       | 50,000                                      |
| Tercer puesto                    | 25,000                                      |
| Cuarto puesto                    | 10,000                                      |
| Cuatro semifinalistas perdedores | 10,000                                      |
| Cuatro segundos finalistas       | 5,000                                       |